# Plozio Tucca
Plozio Tucca (in latino Plotius Tucca; citato per la prima volta nel 35 a.C. – dopo il 19 a.C.) è stato un poeta, retore e filologo romano.

## Biografia
Plozio Tucca sarebbe appartenuto alla scuola epicurea napoletana facente capo a Filodemo di Gadara e Sirone e frequentata da Virgilio, da Vario e da altri intellettuali intorno alla metà del I secolo a.C.
Di lui si hanno pochissime notizie, sufficienti tuttavia a collocarlo nel Circolo di Mecenate e tra gli intellettuali più stimati da Augusto e dallo stesso Orazio, che lo considerava lo scrittore per eccellenza della poesia epica degli anni Trenta.
Orazio, infatti, nel primo libro delle Satire, in cui descrive il viaggio fatto nel 37 a.C. in compagnia di Mecenate, da Roma a Brindisi, racconta come Tucca, proveniente da Napoli con Virgilio e Vario, si fosse unito a Sinuessa alla comitiva che si avviava alla città apula per tentare la riappacificazione tra Marco Antonio e Ottaviano.
Un'altra notizia, secondo la Vita Vergilii di Elio Donato, che evidenzia la stima di Ottaviano Augusto nei confronti di Tucca, è quella dell'incarico affidato a lui e a Vario di pubblicare l'Eneide rimasta priva di revisione per l'improvvisa morte di Virgilio.